# Bloor-Yonge (métro de Toronto)
Pour les articles homonymes, voir Bloor et Yonge.
Bloor-Yonge est une station de correspondance de la ligne 1 Yonge-University et de la ligne 2 Bloor-Danforth du métro, de la ville de Toronto en Ontario au Canada.
Du fait de sa situation centrale et sa correspondance entre deux lignes majeures, elle est la station la plus fréquentée du réseau métropolitain de Toronto, avec un trafic de 380 390 usagers par jour.

## Situation sur le réseau

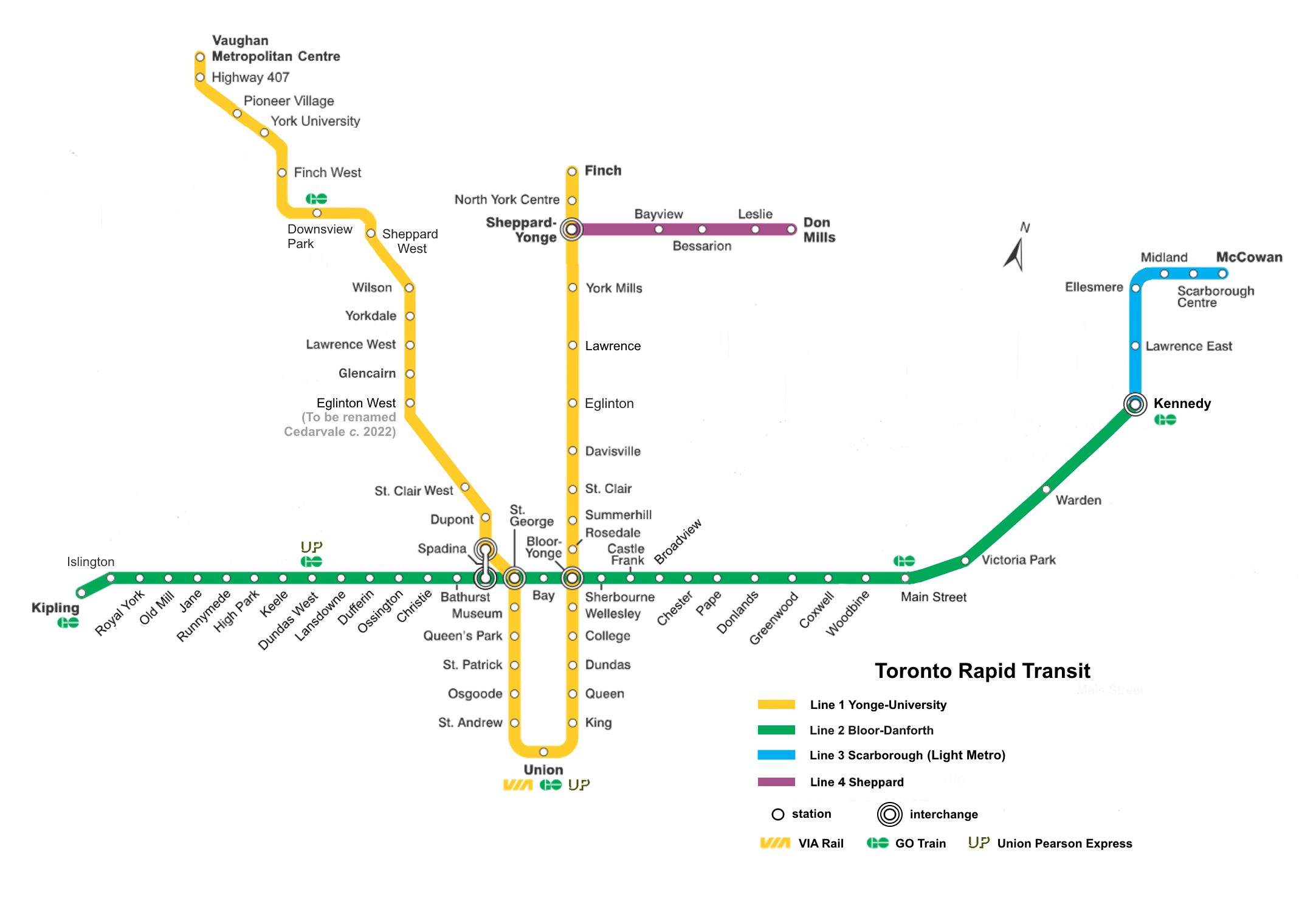
Plan du métro de Toronto (2018).

Station de correspondance, entre la ligne 1 Yonge-University et la Ligne 2 Bloor-Danforth, Bloor-Yonge dispose de deux stations distinctes :
Établie en souterrain, la station Bloor-Yonge de la ligne 1 Yonge-University, est précédée au sud par la station Wellesley, en direction du terminus Vaughan Metropolitan Centre, et elle est suivie au nord par la station Rosedale, en direction du terminus Finch.
Également en souterrain, la station Bloor-Yonge de la Ligne 2 Bloor-Danforth, est précédée à l'ouest par la station Bay, en direction du terminus Kipling, et elle est suivie à l'est par la station Sherbourne, en direction du terminus Kennedy.

## Histoire
La station est mise en service le 30 mars 1954.
Durant l'année 2009-2010, elle dispose en moyenne d'une fréquentation de 380 390 passagers par jour.

## Services aux voyageurs

### Intermodalité
Desservie par la ligne de bus 97(B) Yonge.